# Plenița (gmina)
Plenița – gmina w Rumunii, w okręgu Dolj. Obejmuje miejscowości Castrele Traiane i Plenița. W 2011 roku liczyła 4686 mieszkańców.